# Nicolás Prieto
Nicolás Santiago Prieto Larrea (Montevideo, 5 settembre 1992) è un calciatore uruguaiano, centrocampista del Pérez Zeledón.

## Carriera

### Club
Prieto cominciò la carriera professionistica con la maglia del Nacional.

### Nazionale
Fece parte delle spedizioni che parteciparono al Sudamericano Under-20 2011 e al Mondiale Under-20 dello stesso anno.